# Abundantia (Linguistik)
Abundantia (im Sinne der Grammatik, deutsch: „im Überfluss vorkommende Formen“) sind Lemmata einer Sprache, die mit gleicher Bedeutung in mehreren Formen vorkommen. Solche mehrformigen Lemmata können beispielsweise in der lateinischen Sprache in zwei Deklinationen, mit Gleichheit oder Verschiedenheit des Geschlechtes, in einem Kasus oder in sämtlichen Kasus oder in einem oder beiden Numeri auftreten. Raphael Kühner unterscheidet mit Blick auf die lateinische Sprache (1) Abundantia im engeren Sinne, (2) Heteroclita und (3) Metaplasta.
(1) Abundantia im engeren Sinne
Als Abundantia im engeren Sinne qualifiziert Kühner beispielsweise Substantive der lateinischen Sprache, die bereits im Nominativ und dann durch alle (oder mehrere) Kasus hindurch doppelte oder mehrfache Formen aufweisen. Als konkretes Beispiel erwähnt er hierzu die lateinischen Substantive menda und mendum (deutsch: „Fehler, Unvollkommenheit, Gebrechen“).
(2) Heteroclita
Heteroclita sind Abundantia, welche bei einer Nominativform in einzelnen Kasus zwei oder mehr Formationen folgen. Nach Kühner sind beispielsweise für das lateinische Substantiv requies (Genitiv requietis, deutsch: „die Ruhe“) die Akkusativformen requietem und requiem möglich.
(3) Metaplasta
Metaplasta sind Substantive, welche sich aus einem Kasus des Grundsubstantivs gebildet haben. Aus dem neutralen Substantiv rete (Genitiv retis, deutsch: „das Netz“) haben sich über den Genitiv „retis“ die weibliche Akkusativform retem und der weibliche Ablativform rete entwickelt.